# 武山幸子
武山 幸子（たけやま さちこ、5月31日 - ）は、日本のフリーアナウンサー、DJ、ナレーター、リポーター。武山幸子アナウンスオフィス代表。
1968年、愛知県立大学卒業後、東海ラジオ放送入社。

## 現在の出演番組
- おしゃれハウス（東海ラジオ放送）
- おしゃれサロン（東海ラジオ放送）

## 過去の出演番組
- 忙中閑談（岐阜放送テレビ）
- ビバ・アーキテクチャー（岐阜放送ラジオ）

## その他
- 岐阜新聞カルチャーサロン講師
- 大学教授
- 講演会等

## 著書
- 忙中閑談1
- 忙中閑談2